# Eupithecia extremata
Eupithecia extremata es una especie de polilla de la familia Geometridae. La especie fue descrita por primera vez por Gottlieb August Wilhelm Herrich-Schäffer habiendo sido descrita en 1787, con una amplia distribución en Europa, extendiéndose hasta Turquía, Israel y Georgia. El sintipo de la especie fue descrita en la región de Córcega. Es una polilla pequeña con una envergadura de las alas de 16 milímetros (0,6 plg). Cuenta con dos subespecies: Eupithecia extremata extremata y Eupithecia extremata hangayi.